# 잡극
잡극(雜劇)은 중국 전통의 희곡이다.

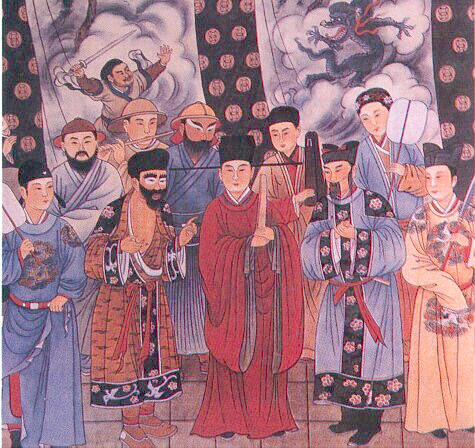

원나라를 대표하는 문학예술로서 가무(歌舞), 음곡(音曲), 연기(演技)를 통합한 중국식 오페라라고도 본다. 이는 몽골 왕조의 지배라는 특수상황 아래에서 성숙하여 발전한 것인데, 원잡극은 희극(戱劇)과 금나라의 잡곡을 계승하여 생겨난 것으로 배우가 무대에서 노래를 부르고 대사를 말하고 동작을 보이는 것인데, 대도(大都, 지금의 베이징)에서 유행했기 때문에 북곡(北曲)이라 불린다.원의 곡은 4막으로 이루어지며 비파(琵琶)를 중심으로 한 몇 가지 악기를 구사한다. 정말(正末), 정단(正旦)을 비롯하여 충말(沖末), 정(淨), 축(丑) 같은 배역이 정해지며, 주역의 말(末)과 단(旦)만이 노래를 부른다. 그것은 내용적으로는 일반 대중이 받아들이기 쉬운 구어(口語)를 한껏 구사하고 과거(科擧)의 문이 막힌 지식인층에서 작자(作者)를 끌어들여 신선한 문예의 한 장르로서 지위를 굳히기에 이르렀다. 대표작은 《서상기》(西廂記) 《한궁추》(漢宮秋) 등이다.북곡이 엄격한 규칙을 갖는 데 반해 원의 중엽 이후 강남(江南) 지방에서 일어난 남곡(南曲)은 자유롭고 무대의 변화가 많고 화려하다. 남곡의 대표작으로는 《비파기》(琵琶記)가 있다.

## 같이 보기
- 두아원
- 중국 연극